# Nekrolog 1425
Nekrolog
◄◄
| ◄
| 1421
| 1422
| 1423
| 1424
| 1425 | 1426 | 1427 | 1428 | 1429 | ► | ►►
Weitere Ereignisse | Allgemeiner Nekrolog 1425
Die Beschreibung der verstorbenen Person sollte so kurz wie möglich gehalten sein und nur deren signifikante Tätigkeit(en) enthalten.
Neue Namen ggf. auch unter dem Geburts- und Sterbedatum, also etwa unter 1. Januar und im Geburts- und Sterbejahr (2024) eintragen (nur bei entsprechender großer Wichtigkeit). Für Beispiele siehe die schon vorhandenen Artikel.
Außerdem über die fünf zuletzt Verstorbenen, zu denen es einen ausreichend guten Artikel für eine Präsentation auf der Hauptseite gibt, nach der todesbedingten Überarbeitung der Artikel ggf. auch unter Wikipedia Diskussion:Hauptseite informieren und sie am besten auch in den anderen Wikipedia-Sprachversionen eintragen. Tipp: Regelmäßig bei news.google.de nach „ist tot“, „gestorben“ oder „verstorben“ suchen.
Wenn eine Person gestorben ist, gibt es viele Seiten zu dieser Person in der Wikipedia, die davon auch betroffen sind und entsprechend aktualisiert werden müssen. Beispiele: Namenübersichtsseite, Geburtsjahr, Geburtsort-Seiten und viele mehr.
Wie finde ich die betroffenen Seiten?
Im Suchfeld auf der linken Seite gibt man den Suchbegriff so ein: „Vorname Nachname“. Dann klickt man auf Volltext und alle Seiten mit entsprechendem Suchtext werden aufgerufen. Hier sieht man dann schnell, wo auch das Todesjahr Sinn macht oder sogar ein Teil des Artikels angepasst werden muss. Auch hilft das „Werkzeug“ auf der linken Seite sehr gut, um solche Seiten aufzufinden: „Links auf diese Seite“. Somit ist die Wikipedia wieder aktuell in allen Bereichen! Hinweis: bei Eintragung der Kategorie „Gestorben JAHR“ wird der Missbrauchsfilter 49 ausgelöst, was jedoch nicht schlimm ist. Siehe: Spezial:Missbrauchsfilter/49
Dies ist eine Liste von im Jahr 1425 verstorbenen bekannten Persönlichkeiten. Die Einträge erfolgen innerhalb der einzelnen Daten alphabetisch sortiert. Tiere sind im Nekrolog für Tiere zu finden.

## Januar
| Tag        | Name                              | Beruf, bekannt als                                   | Alter | Beleg |
| ---------- | --------------------------------- | ---------------------------------------------------- | ----- | ----- |
| 6. Januar  | Johann III.                       | Fürstelekt von Lüttich, Herzog von Straubing-Holland |       |       |
| 18. Januar | Edmund Mortimer, 5. Earl of March | englischer Adeliger                                  | 33    |       |
| 26. Januar | Katharina von Burgund             | Herzogin in den habsburgischen Vorlanden             |       |       |

## Februar
| Tag         | Name                  | Beruf, bekannt als                 | Alter | Beleg |
| ----------- | --------------------- | ---------------------------------- | ----- | ----- |
| 17. Februar | Johannes von Drändorf | Anhänger des Utraquismus, Prediger |       |       |
| 28. Februar | Wassili I.            | Großfürst von Wladimir und Moskau  |       |       |

## März
| Tag      | Name               | Beruf, bekannt als                                                               | Alter | Beleg |
| -------- | ------------------ | -------------------------------------------------------------------------------- | ----- | ----- |
| 16. März | Leonardo Dati      | italienischer Dominikaner und Humanist                                           |       |       |
| 17. März | Ashikaga Yoshikazu | japanischer Shogun                                                               | 17    |       |
| 30. März | Wilhelm II.        | zweiter Sohn von Markgraf Friedrich des Strengen und der Katharina von Henneberg | 53    |       |

## Mai
| Tag     | Name                               | Beruf, bekannt als                           | Alter | Beleg |
| ------- | ---------------------------------- | -------------------------------------------- | ----- | ----- |
| 21. Mai | Parisina Malatesta                 | Frau des Markgrafen Niccolò III. von Ferrara | 20    |       |
| 24. Mai | Murdoch Stewart, 2. Duke of Albany | schottischer Adliger                         |       |       |
| 29. Mai | Hongxi                             | chinesischer Kaiser der Ming-Dynastie        | 46    |       |

## Juni
| Tag      | Name               | Beruf, bekannt als | Alter | Beleg |
| -------- | ------------------ | ------------------ | ----- | ----- |
| 22. Juni | Winold von Twickel | Domherr in Münster |       |       |

## Juli
| Tag      | Name       | Beruf, bekannt als    | Alter | Beleg |
| -------- | ---------- | --------------------- | ----- | ----- |
| 21. Juli | Manuel II. | byzantinischer Kaiser | 75    |       |

## August
| Tag        | Name      | Beruf, bekannt als | Alter | Beleg |
| ---------- | --------- | ------------------ | ----- | ----- |
| 21. August | Christoph | Fürst zu Wenden    |       |       |

## September
| Tag           | Name                   | Beruf, bekannt als                                                               | Alter | Beleg |
| ------------- | ---------------------- | -------------------------------------------------------------------------------- | ----- | ----- |
| 8. September  | Karl III.              | König von Navarra, Herzog von Nemours und Graf von Évreux                        |       |       |
| 17. September | Bonne d’Artois         | Gräfin von Nevers, Auxerre, Mâcon, Vermandois, Amiens, Ponthieu, Eu und Boulogne |       |       |
| 17. September | Vinzenz von Wartenberg | Oberstburggraf von Böhmen                                                        |       |       |
| 29. September | Johann von Hameln      | Kaufmann und Ratsherr der Hansestadt Lübeck                                      |       |       |

## Oktober
| Tag         | Name                                  | Beruf, bekannt als                                                              | Alter | Beleg |
| ----------- | ------------------------------------- | ------------------------------------------------------------------------------- | ----- | ----- |
| 10. Oktober | Margarethe von Berg                   | Tochter des Grafen Gerhard von Berg, Ehefrau des Grafen Adolf I. von Kleve-Mark |       |       |
| 18. Oktober | Jan Hvězda z Vícemilic                | tschechischer Heeresführer                                                      |       |       |
| 21. Oktober | Ralph Neville, 1. Earl of Westmorland | englischer Adliger                                                              |       |       |
| 23. Oktober | Jordan Pleskow                        | Bürgermeister der Hansestadt Lübeck                                             |       |       |

## November
| Tag          | Name                          | Beruf, bekannt als                                 | Alter | Beleg |
| ------------ | ----------------------------- | -------------------------------------------------- | ----- | ----- |
| 24. November | Bohuslav von Schwanberg       | tschechischer Adeliger, Politiker und Heeresführer |       |       |
| 24. November | Elizabeth of Lancaster        | Duchesse of Exeter                                 |       |       |
| 29. November | Alfonso de Aragón y Eiximenis | Herzog von Gandía, Graf von Denia und Ribagorza    |       |       |

## Dezember
| Tag          | Name               | Beruf, bekannt als        | Alter | Beleg |
| ------------ | ------------------ | ------------------------- | ----- | ----- |
| 25. Dezember | Nikolaus Seyringer | Benediktiner und Mystiker |       |       |

## Datum unbekannt
| Tag | Name                     | Beruf, bekannt als                                                   | Alter | Beleg |
| --- | ------------------------ | -------------------------------------------------------------------- | ----- | ----- |
|     | Apel Vitzthum der Ältere | deutscher Ritter                                                     |       |       |
|     | Jean de Béthencourt      | normannischer Eroberer                                               |       |       |
|     | Lluís Borrassà           | katalanischer Maler                                                  |       |       |
|     | Künga Trashi             | Geistlicher der Sakya-Schule des tibetischen Buddhismus; Dharmakönig |       |       |
|     | Madhava                  | indischer Mathematiker und Astronom                                  |       |       |
|     | Raoul de Coucy           | Bischof von Metz und Noyon                                           |       |       |
|     | Takatsukasa Fuyuie       | japanischer Hofadliger                                               |       |       |
|     | Johann von Venningen     | Reichsritter, Vogt in Heidelberg                                     |       |       |